# Radiosletta
Die Radiosletta ist eine 3 km lange Gletscherebene im Norden der westantarktischen Peter-I.-Insel. Sie reicht bis an die Lazarew-Küste heran.
Anfang 1971 errichtete Argentinien eine Station in dem Gebiet, rund 500 Meter landeinwärts von Kap Eva. Die Hütte wurde am 3. März 1971 fertiggestellt und hieß Teniente Luis Ventimiglia. Sie wurde aber nach wenigen Jahren aufgegeben und verschwand. Heute steht an dieser Stelle eine automatische Wetterstation des Alfred-Wegener-Instituts.
Wissenschaftler des Norwegischen Polarinstituts benannten die Gletscherzunge 1987. Funkamateure hatten hier ihre Funkstation eingerichtet.